# 島本慈子
島本 慈子（しまもと やすこ、1951年 - ）は、ノンフィクション作家、ルポライター。
大阪府生まれ。京都府立大学文学部卒業。「月刊奈良」「読売ライフ」編集部を経てノンフィクション・ライターになる。2001-02年関西テレビ「ほっとカンサイ」のキャスターも務める。

## 著書
- 砂時計のなかで 薬害エイズ・HIV訴訟の全記録 河出書房新社、1997.10.
- 倒壊 大震災で住宅ローンはどうなったか 筑摩書房、1998.12. のち文庫
- 子会社は叫ぶ この国でいま、起きていること 筑摩書房、2002.6.
- ルポ解雇 この国でいま起きていること 2003.10. 岩波新書
- 住宅喪失 2005.1. ちくま新書
- 戦争で死ぬ、ということ 2006.7. 岩波新書
- この時代に生きること、働くこと 9・11犠牲者遺族とジャーナリストのメッセージ 中村佑共著 2007.6. 岩波ブックレット
- ルポ労働と戦争 この国のいまと未来 2008.11. 岩波新書
- 大震災で住宅ローンはどうなるのか　筑摩書房、2012

## 参考
- http://bookweb.kinokuniya.co.jp/htm/4480062157.html